# ماتيلدا هال غاردنر
ماتيلدا هال غاردنر (بالإنجليزية: Matilda Hall Gardner)‏ هي سفرجات أمريكية، ولدت في 1871، وتوفيت في 1954.